# Papineau (circonscription fédérale)
Pour les articles homonymes, voir Papineau.
Circonscription électorale fédérale du Canada
Papineau est une circonscription électorale fédérale canadienne sur l'île de Montréal, au Québec.
Elle est comprise entièrement dans l'arrondissement de Villeray–Saint-Michel–Parc-Extension de la ville de Montréal.
La circonscription est representée par Justin Trudeau, chef du Parti libéral du Canada de 2013 à 2025 et premier ministre du Canada de 2015 à 2025. Il est le fils de l'ancien premier ministre Pierre Elliott Trudeau.
La circonscription est baptisée en l'honneur de Joseph Papineau.

## Géographie
La circonscription comprend les trois-quarts de l'arrondissement de Villeray–Saint-Michel–Parc-Extension, ce qui exclut le district Saint-Michel, lequel est la moitié nord du quartier du même nom. Elle est comprise entre les rues Jean-Talon, Bélanger, Jarry, les boulevards de l'Acadie et Crémazie, une partie de l'avenue Papineau et la limite avec l'arrondissement Saint-Léonard (juste après la 25e avenue).
Les circonscriptions limitrophes sont Mont-Royal, Outremont, Rosemont—La Petite-Patrie, Saint-Léonard—Saint-Michel et Ahuntsic-Cartierville.

## Historique
La circonscription est créée en 1947 avec des portions des circonscriptions d'Hochelaga, Mercier, Saint-Jacques et Saint-Denis.
Abolie en 1987, elle est divisée parmi les circonscriptions de Papineau—Saint-Michel, Rosemont et Saint-Denis. En 2003, la circonscription de Papineau réapparaît avec une partie de Papineau—Saint-Michel. Lors du redécoupage électoral de 2013, les limites de la circonscription changent peu. Deux petites portions de territoire sont gagnées sur Outremont et Saint-Léonard—Saint-Michel.
Vivian Barbot, du Bloc québécois, est élue en 2006, gagnant par 990 votes contre le ministre libéral Pierre Pettigrew. Elle est une ancienne présidente de la Fédération des femmes du Québec. Justin Trudeau, candidat choisi par les militants libéraux le 29 avril 2007, la défait aux élections de 2008 et est réélu en 2011, 2015, 2019 et 2021.

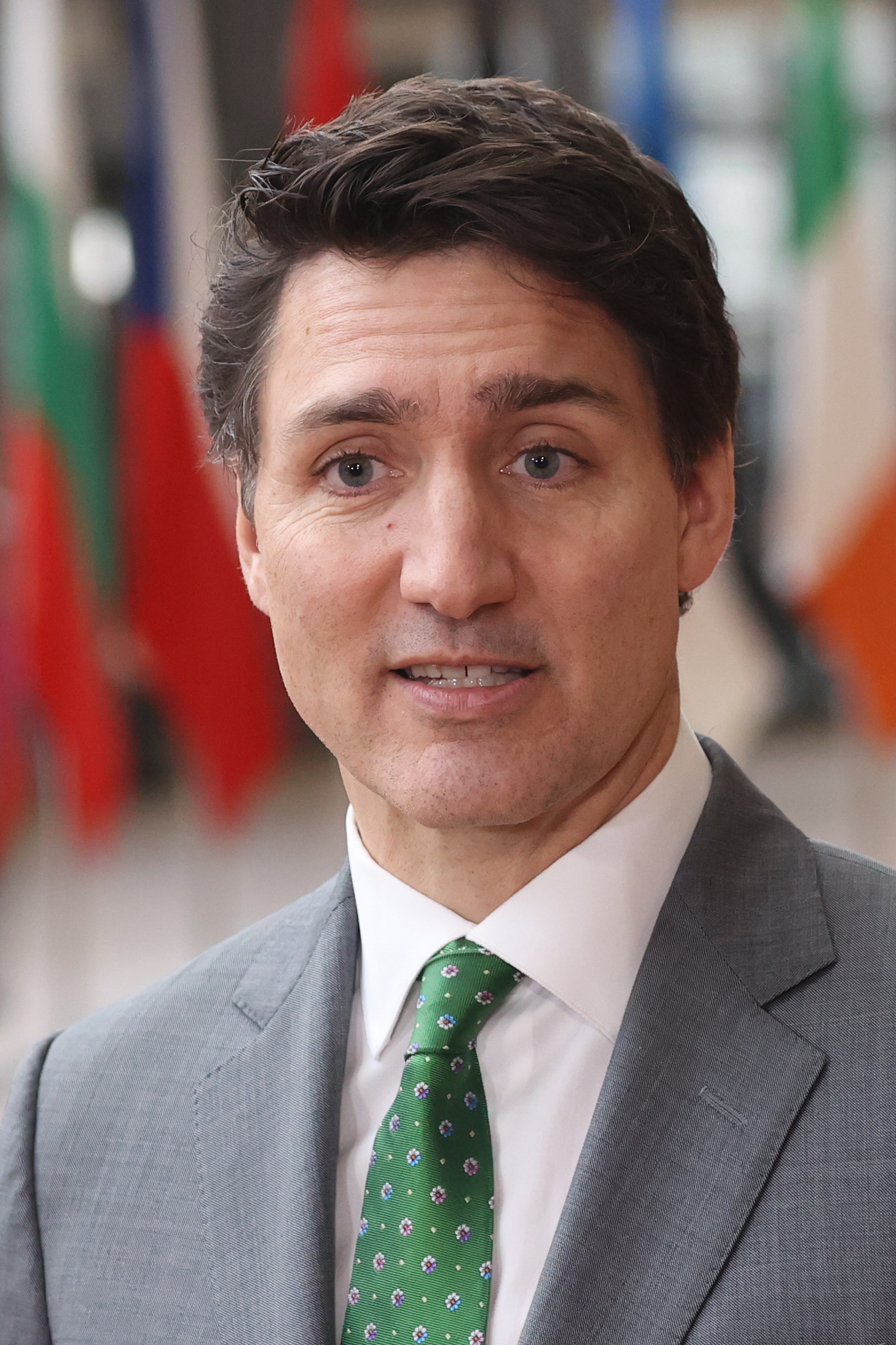
Justin Trudeau

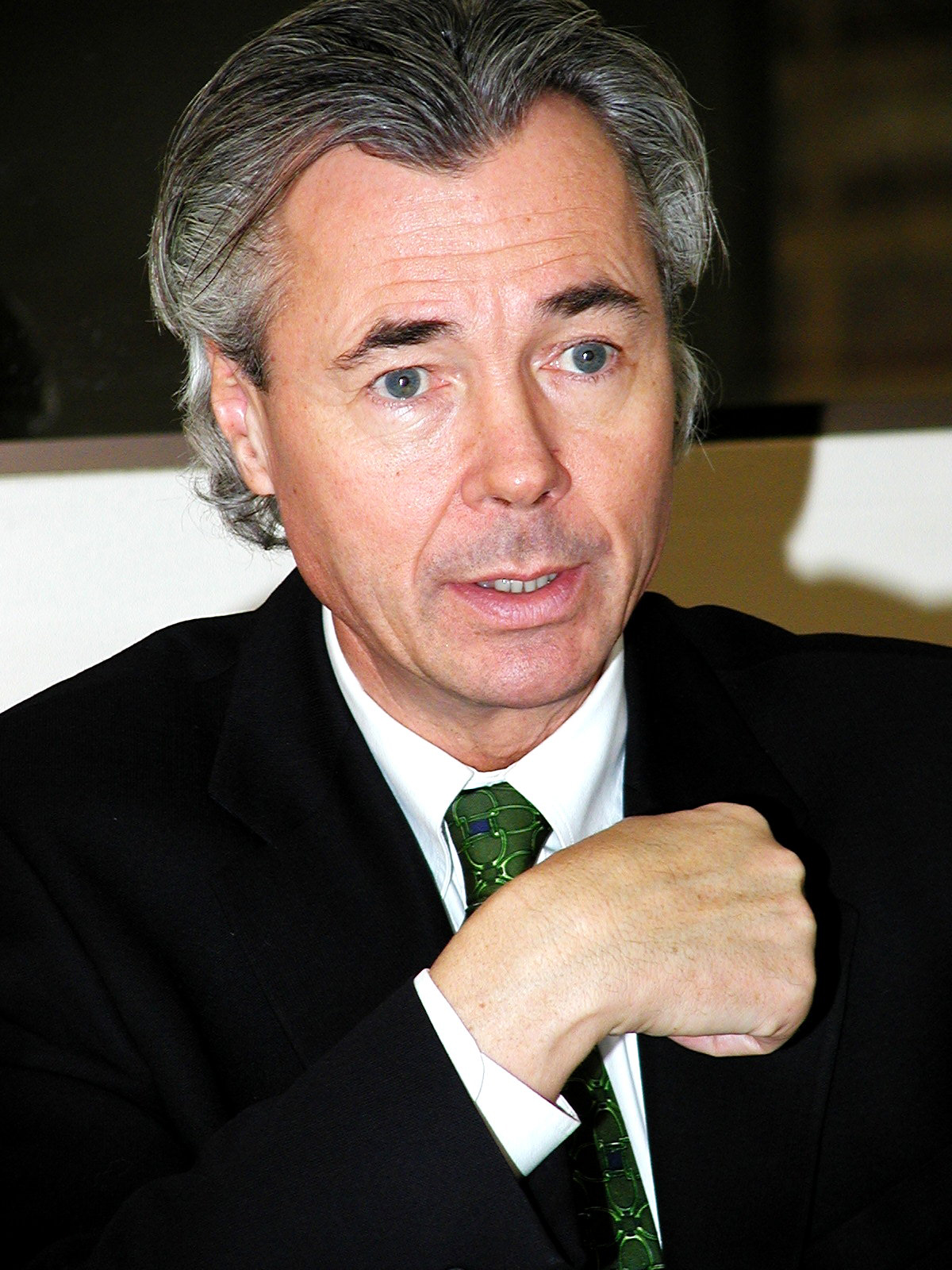
Pierre Pettigrew

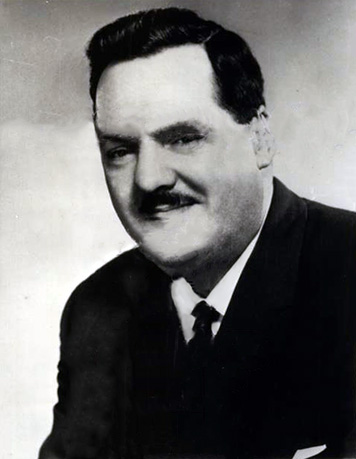
Guy Favreau

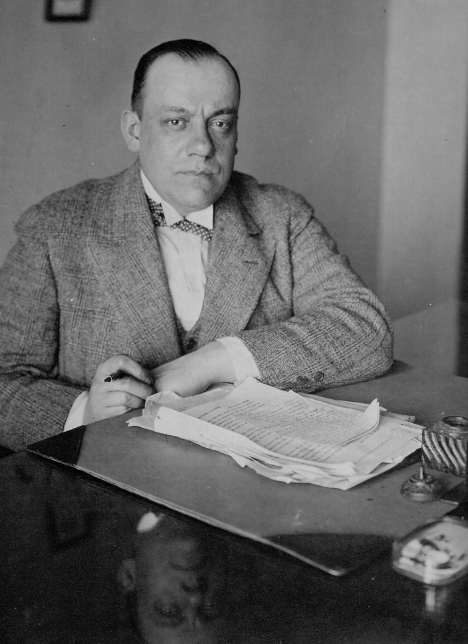
Camillien Houde

## Députés
| Législature                                                       | Années        | Député           | Parti | Parti               |
| ----------------------------------------------------------------- | ------------- | ---------------- | ----- | ------------------- |
| Papineau issue d'Hochelaga, Mercier, Saint-Jacques et Saint-Denis |               |                  |       |                     |
| 21e                                                               | 1949–1953     | Camilien Houde   |       | Indépendant         |
| 22e                                                               | 1953–1957     | Adrien Meunier   |       | Libéral indépendant |
| 23e                                                               | 1957–1958     | Adrien Meunier   |       | Libéral             |
| 24e                                                               | 1958–1962     | Adrien Meunier   |       | Libéral             |
| 25e                                                               | 1962–1963     | Adrien Meunier   |       | Libéral             |
| 26e                                                               | 1963–1965     | Guy Favreau      |       | Libéral             |
| 27e                                                               | 1965–1967     | Guy Favreau      |       | Libéral             |
| 27e                                                               | 1967–1968     | André Ouellet    |       | Libéral             |
| 28e                                                               | 1968–1972     | André Ouellet    |       | Libéral             |
| 29e                                                               | 1972–1974     | André Ouellet    |       | Libéral             |
| 30e                                                               | 1974–1979     | André Ouellet    |       | Libéral             |
| 31e                                                               | 1979–1980     | André Ouellet    |       | Libéral             |
| 32e                                                               | 1980–1984     | André Ouellet    |       | Libéral             |
| 33e                                                               | 1984–1988     | André Ouellet    |       | Libéral             |
| Papineau—Saint-Michel                                             |               |                  |       |                     |
| 34e                                                               | 1988–1993     | André Ouellet    |       | Libéral             |
| 35e                                                               | 1993–1996     | André Ouellet    |       | Libéral             |
| 35e                                                               | 1996–1997     | Pierre Pettigrew |       | Libéral             |
| Papineau—Saint-Denis                                              |               |                  |       |                     |
| 36e                                                               | 1997–2000     | Pierre Pettigrew |       | Libéral             |
| 37e                                                               | 2000–2004     | Pierre Pettigrew |       | Libéral             |
| Papineau                                                          |               |                  |       |                     |
| 38e                                                               | 2004–2006     | Pierre Pettigrew |       | Libéral             |
| 39e                                                               | 2006–2008     | Vivian Barbot    |       | Bloc québécois      |
| 40e                                                               | 2008–2011     | Justin Trudeau   |       | Libéral             |
| 41e                                                               | 2011–2015     | Justin Trudeau   |       | Libéral             |
| 42e                                                               | 2015–2019     | Justin Trudeau   |       | Libéral             |
| 43e                                                               | 2019–2021     | Justin Trudeau   |       | Libéral             |
| 44e                                                               | 2021–2025     | Justin Trudeau   |       | Libéral             |
| 45e                                                               | 2025–en cours | Marjorie Michel  |       | Libéral             |

## Résultats électoraux

### Tendances

#### Répartition des voix obtenu par les principaux partis
| |
| - Parti libéral - Parti conservateur - NPD - Bloc québécois - Parti vert - Parti populaire - Progressiste-conservateur (ancien) - Alliance canadienne (ancien) - Réformiste (ancien) - Créditiste (ancien) |

### Résultats détaillés

#### Papineau
|       | Candidat                 | Parti              | # de voix | % des voix |
|       | Shama Chopra             | Conservateur       | +02 021,  | 4,73 %     |
|       | Vivian Barbot            | Bloc québécois     | +11 091,  | 25,93 %    |
|       | Justin Trudeau (sortant) | Libéral            | +16 429,  | 38,41 %    |
|       | Marcos Radhamés Tejada   | NPD                | +12 102,  | 28,29 %    |
|       | Danny Polifroni          | Vert               | +00806,   | 1,88 %     |
|       | Peter Macrisopoulos      | Marxiste-léniniste | +00228,   | 0,53 %     |
|       | Joseph Young             | Indépendant        | +00095,   | 0,22 %     |
| Total | Total                    | Total              | 42 772    | 100 %      |

|       | Candidat                 | Parti          | # de voix | % des voix |
|       | Mustaque Sarker          | Conservateur   | +03 262,  | 7,63 %     |
|       | Vivian Barbot (sortante) | Bloc québécois | +16 535,  | 38,69 %    |
|       | Justin Trudeau           | Libéral        | +17 724,  | 41,47 %    |
|       | Costa Zafiropoulos       | NPD            | +03 734,  | 8,74 %     |
|       | Ingrid Hein              | Vert           | +01 213,  | 2,84 %     |
|       | Mahmood Raza Baig        | Indépendant    | +00267,   | 0,62 %     |
| Total | Total                    | Total          | 42 735    | 100 %      |